# Трутовик лакований
Трутовик лакований, також ганодерма блискуча (Ganoderma lucidum) — неїстівний деревний гриб родини ганодермові (Ganodermataceae). Гриб класифіковано у 1881 році. Використовується у народній медицині як лікарський засіб широкого спектра дії.

## Найменування
Трутовик лакований часто ототожнюють із відомим лікувальним грибом «лінчжи» або «рейші», проте назва Ganoderma lucidum належить іншому близькоспорідненому представнику блискучих трутовиків. Зокрема, дослідження показали, що у більшості (93 %) виготовленої продукції як «лінчжи» чи «рейші» з майже половиною пакунків для вирощування цього гриба виявлені власні відмітні характеристики, тож їх відповідно визначили за окремим видом Ganoderma lingzhi.

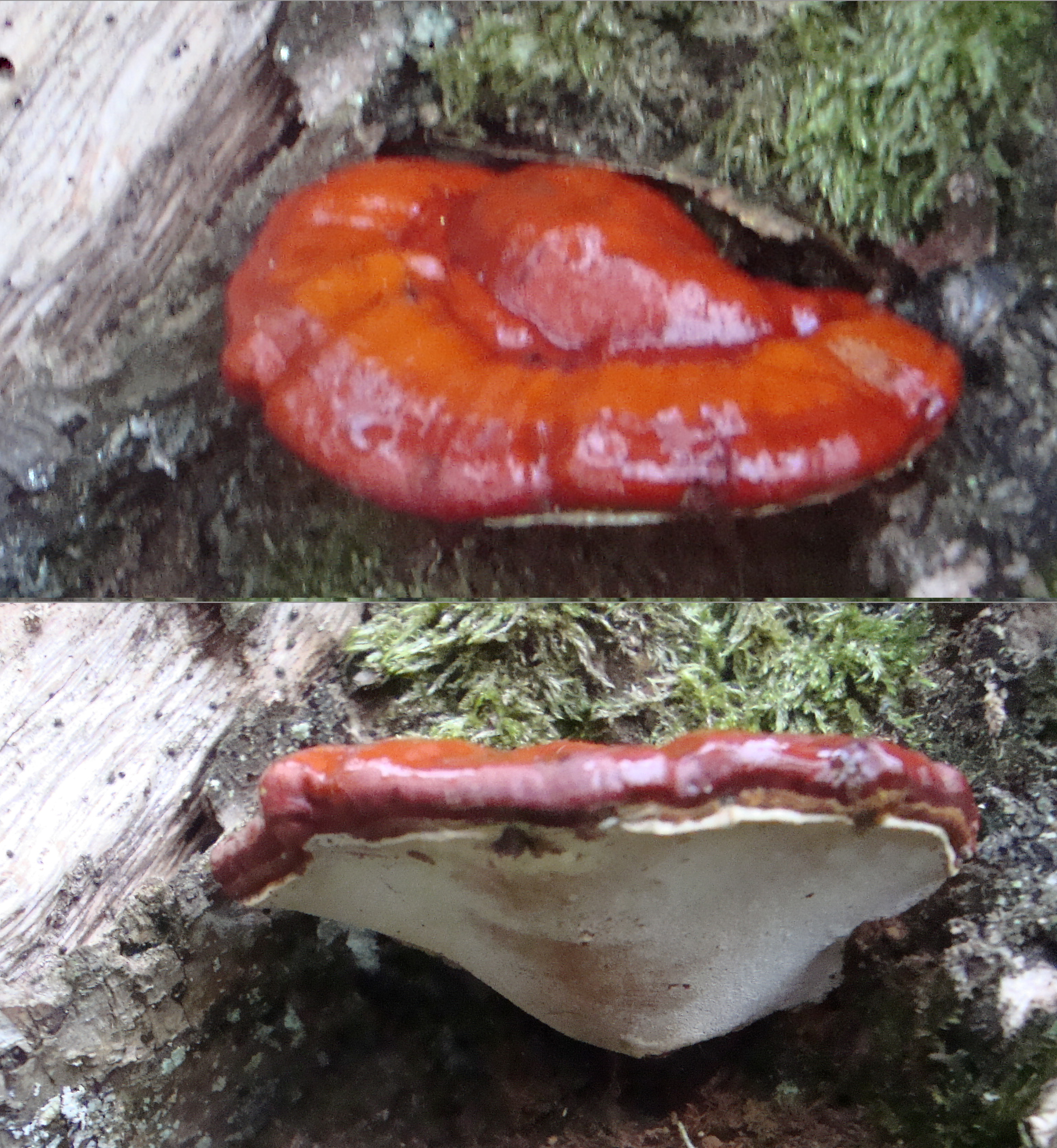
Вигляд зверху та знизу Трутовика лакованого (Ganoderma lucidum)

Одна з наочних відмінностей між G. lingzhi та G. lucidum полягає в тому, що Ganoderma lingzhi в зрілому віці з низової сторони шапинки забарвлен жовтою поверхнею пор, натомість Ganoderma lucidum завжди має білу порову поверхню.

## Будова
Плодові тіла однолітні, рідше 2-3 річні, напівкруглі, розміром до 10-25 см, з бічною циліндричною ніжкою довжиною 5-10 см. Поверхня капелюшка і ніжки покрита каштаново-бурою блискучою кіркою. Тканина плодового тіла губчастого-пробкова. Поверхня гіменофора тютюнового кольору, пори дрібні, округлі. Спори яйцеподібні, жовтуваті, розміром 7-13 чи 6-8 мкм.

## Життєвий цикл
Викликає білу гниль, яка проявляється в знебарвленні деревини. Плодові тіла утворюються в липні — жовтні.

### Фізіологія та генетика
У 2014 році в цього трутовика було виявлено багато сайтів редагування РНК з заміною А на І у ядерному геномі, вперше серед вищих грибів. При цьому жодного ферменту, гомологічного білкам ADAR тварин, у геномі трутовика лакованого не виявлено. Втім, знайдено 3 гени, споріднені з дезаміназами родини ADAT, близькі до таких у дріжджів.

## Поширення та середовище існування
Європа, Азія, Північна Африка і Північна Америка. Зустрічається в змішаних лісах на відмерлій деревині клена, вільхи, берези, тополі, дуба, ялини.

## Лікарські властивості
Речовини, які входять до складу гриба, ефективні при лікуванні пухлин, захворювань серцево-судинної, нервової системи, легенів, печінки. Цей гриб має протизапальну, антибактеріальну дію, є гарним антиоксидантом.
Коли цей гриб ще не вивели штучно, він був досить дорогим, адже в природі траплявся рідко. На Сході він передавався у спадок або міг бути частиною посагу. А деякі імператори навіть видавали укази: знайдені гриби обов'язково здавати в скарбницю.
Ксилотрофні гриби роду Ganoderma Karst., зокрема Ganoderma lucidum (Curtis: Fr.) P. Karst. і G. applanatum (Pers.: Wallr.) Pat. широко використовують у східній медицині вже понад 4 тисячі років. Сучасні дослідження грибів G. lucidum і G. applanatum дали змогу виділити з них понад 400 біологічно активних сполук різної хімічної природи й фармакологічних властивостей (Mizuno, Sakamura 1995; Wasser, Weis,1997), а використання відповідних тест-систем, результати дослідів на тваринах і клінічні спостереження засвідчили, що препарати, отримані з цих видів грибів, мають онкостатичні, імуномоделювальні, антиоксидантні, антибактеріальні, гепатопротекторні, адаптогенні та інші цінні лікувально-профілактичні властивості (Wasser, Weis, 1999; 2007; Wasser et al., 2002; Chang, Miles, 2004).

## Харчова промисловість
У Таїланді з трутовика лакованого виробляють гіркий чай. Слугує добавками до соєвого молока. Придає йому характерного гіркуватого присмаку.

## Природоохоронний статус
Включений до Червоної книги Білорусі. Охороняється в Польщі і Литві.

## Рекомендована література
- Biologically active metabolites of the genus Ganoderma: Three decades of myco-chemistry research /  Ángel Trigos, Jorge Suárez Medellín // Revista Mexicana de Micología: 34, 63—83, 2011.
- Traditional uses, chemical components and pharmacological activities of the genus Ganoderma P. Karst.: a review / Li Wang, Jie-qing Li, Ji Zhang,  Zhi-min Li,b Hong-gao Liu, Yuan-zhong Wang // The Royal Society of Chemistry; RSC Advances: Issue 69, 2020. doi:10.1039/d0ra07219b